# Stygiomysis holthuisi
Stygiomysis holthuisi is een kreeftachtigensoort uit de familie van de Stygiomysidae. De wetenschappelijke naam van de soort is voor het eerst geldig gepubliceerd in 1958 door Gordon.